# Radical 168
Le radical 168, qui signifie la longueur ou "grandir", est un des 9 des 214 radicaux chinois répertoriés dans le dictionnaire de Kangxi composés de huit traits.
Le caractère Unicode de 長 est 9577.

## Caractères avec le radical 168
| nombre de traits          | caractères  |
| ------------------------- | ----------- |
| Sans trait supplémentaire | 長 镸 长    |
| 3 traits supplémentaires  | 䦇 镹       |
| 4 traits supplémentaires  | 镺          |
| 5 traits supplémentaires  | 䣱 䦈 䦉 镻 |
| 6 traits supplémentaires  | 䦊          |
| 8 traits supplémentaires  | 镼          |
| 11 traits supplémentaires | 䦋          |
| 12 traits supplémentaires | 镽          |
| 14 traits supplémentaires | 镾          |